# Pieni Kaatluoma
Pieni Kaatluoma är en sjö i kommunen Pieksämäki i landskapet Södra Savolax i Finland. Arean är 35 hektar och strandlinjen är 2,86 kilometer lång. Sjön  ingår i Kymmene älvs huvudavrinningsområde.   Den ligger omkring 72 kilometer norr om S:t Michel och omkring 260 kilometer norr om Helsingfors. 
Pieni Kaatluoma ligger sydväst om Iso Kaatluoma. 